# 李鸿章故居

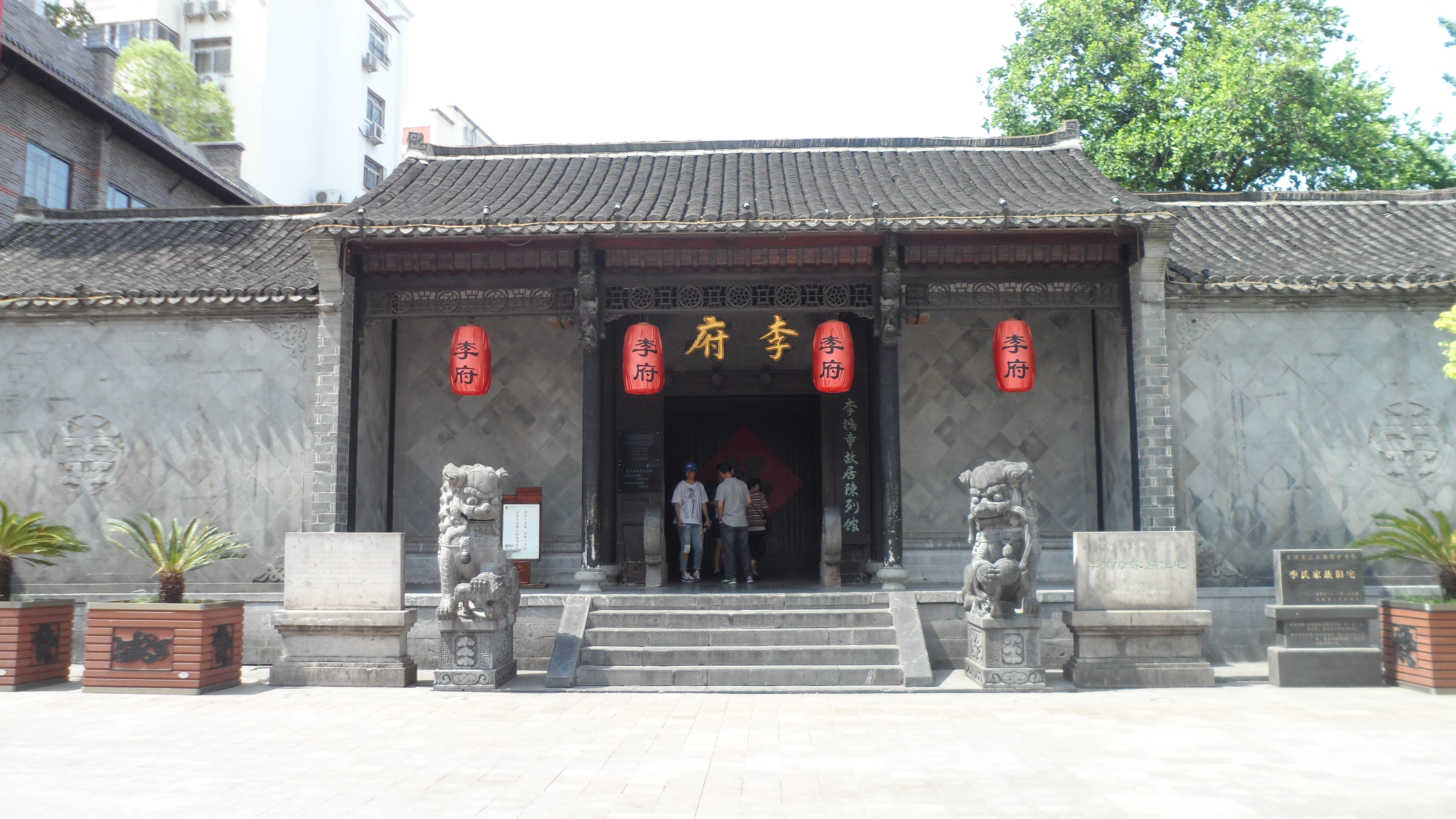
位于合肥淮河路步行街的李鸿章故居

李鸿章故居是清末大臣李鸿章的故居，位于中国安徽省合肥市淮河路中段208号。李鸿章故居为其原家宅的一部分，具有典型的晚清江淮建筑风格。故居占地2000平方米，是合肥市内现存最大的名人故居。1998年安徽省人民政府公布为安徽省重点文物保护单位，并于1999年9月27日修复竣工并开放。2013年5月，该地以“李氏家族旧宅”名称，被列入第七批全国重点文物保护单位。现为合肥十景之一。

## 布局
故居自南向北依次分为大门、前厅、中厅、走马楼(小姐楼)。其中前厅布置了“李鸿章生平展”，中厅为“李鸿章墨宝展”，展示了李鸿章所提牌匾及书信文稿等。小姐楼则布置以清朝家具，还原清末日常生活情况。其东另有“淮系集团与中国近代化的展览”。

## 相关信息
李鸿章故居全年开放，门票免费。